# 表右筆
表右筆（おもてゆうひつ）は、江戸幕府の職制の1つ。幕府の書記としての役目を務めた。奥右筆とは対となる存在である。若年寄支配。

## 概要
元々江戸幕府には右筆の職が存在して将軍の側近として御内書・奉書の執筆や法度浄書などを行い、また老中などの指示に従って公文書などの作成などを担当していた。徳川家康の時代に室町幕府の書札礼を知る者を右筆に任じて以心崇伝や林羅山ら家康側近の学識の下で文章作成のことを掌らせていた。
後に徳川綱吉が将軍になると、館林藩主時代の右筆を江戸城に連れてきて、従来の右筆に代わって自己の機密のことを関与させた。このため、従来の右筆は「表右筆」と呼ばれ、新しい右筆は「奥右筆」と呼ばれて職務が分割され、将軍身辺に関わる重要な職務は奥右筆の管轄となった。その後、「奥右筆」に空席が出来た際には表右筆から後任を選ぶ慣例が成立して両者の職掌の棲み分けが図られるようになった。
このため、表右筆は単なる幕府の書記役に過ぎなくなり、老中奉書や幕府日記、朱印状、判物の作成、幕府から全国に頒布する触書（約400枚前後）の浄書、大名の分限帳や旗本ら幕臣の名簿管理の業務に限定されるようになった。
表右筆は定員2・3名の組頭（役高300俵、四季施代銀20枚）と30名前後の表右筆（役高150俵、四季施代銀20枚）から構成されていた。